# St.-Marien-Kirche (Usedom)

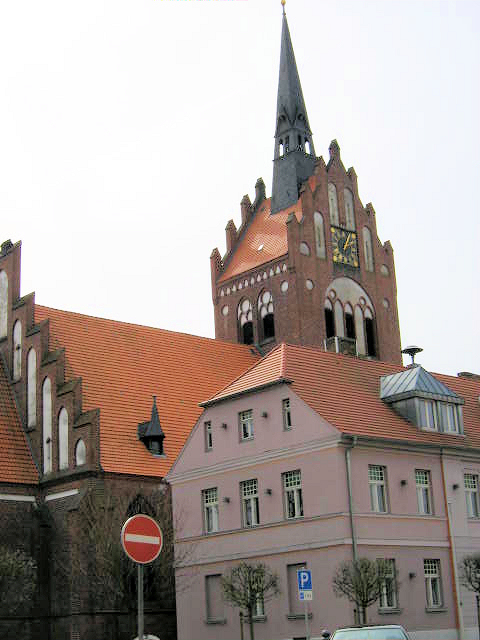
Marienkirche und Rathaus

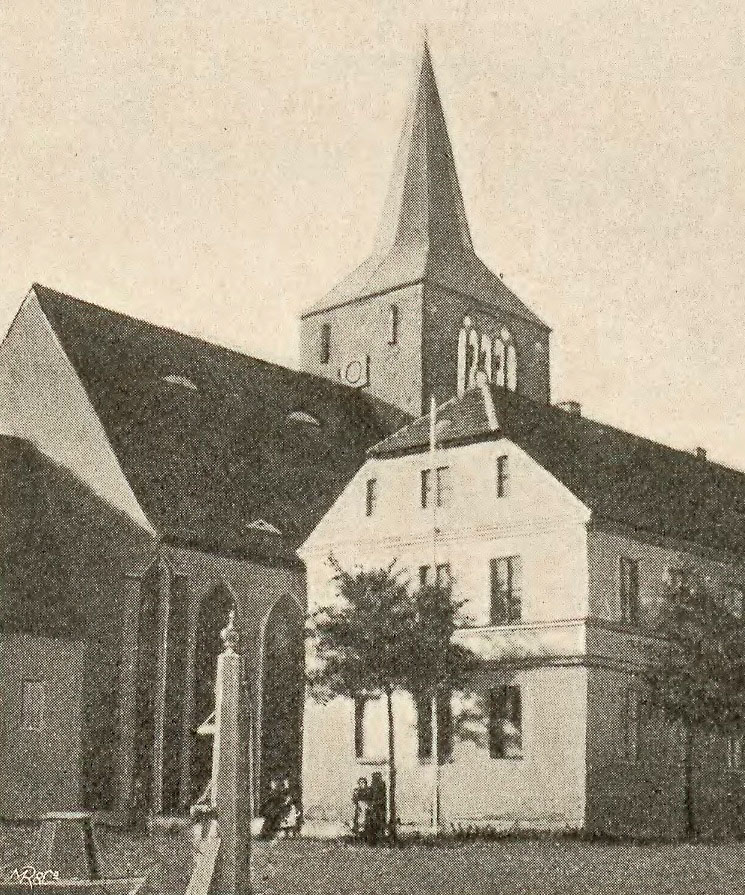
Marienkirche vor Umbau und Restaurierung, vor 1890.

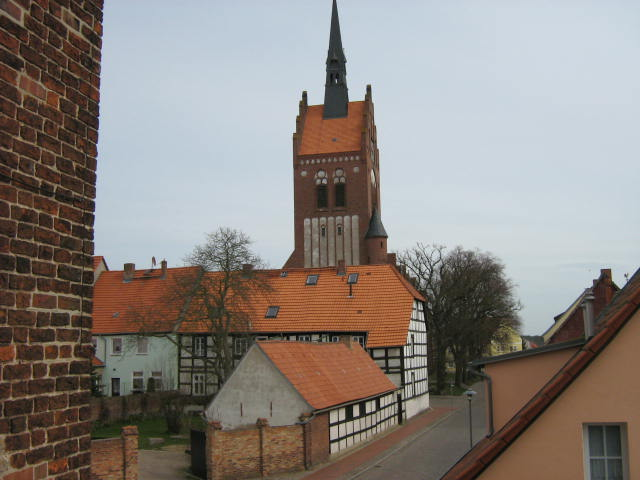
Westseite des Turms
vorn: ehemalige Präpositur

Die St.-Marien-Kirche ist die einzige erhaltene Pfarrkirche der Stadt Usedom im Landkreis Vorpommern-Greifswald.

## Geschichte
Die Marienkirche wurde erstmals 1337 als dritte Kirche von Usedom nach der Pauls-Kirche, der sie zunächst unterstellt war, und der Kirche des Klosters Grobe erwähnt, die beide heute nicht mehr existieren. Der Stadtpfarrer der Marienkirche gehörte im Regelfall dem Kloster an. 1475 wurde die Kirche bei einem Stadtbrand zerstört. Die Nordmauer des Langhauses, der Unterbau des Turmes sowie die Form der Fenster im Hauptschiff stammen von dem zum Ende des 15. Jahrhunderts errichteten vierjochigen Neubau.
Der Turm erhielt 1673 einen oktogonalen Pyramidenhelm. 1699 stürzte ein Gurtbogen der gemauerten Gewölbe ein. Eine große Renovierung wurde 1726 begonnen und um 1743 abgeschlossen. Wegen schwacher Fundamente mussten die gemauerten Pfeiler durch Eichenstämme ersetzt werden, die die neue Balkendecke tragen.
Nach der Reformation leitete der jeweilige Usedomer Pastor als Praepositus die Synode der Insel Usedom, ab 1806 als Superintendent. Die ehemalige Präpositur (Superintendentur) ein Fachwerkgebäude, steht gegenüber dem Westportal der Marienkirche.
Turm und Altarraum erhielten in den Jahren 1891 bis 1893 bei einer notwendig gewordenen Restaurierung ihre heutige Gestalt. Nach einem Entwurf von Ludwig Böttger wurde die Kirche auf dem ursprünglichen Grundriss weitgehend neu errichtet. Dabei wurden der Chor erheblich verkleinert und die erhaltene Nordseite verblendet. Der Turm wurde neogotisch überformt. Der Marienaltar wurde dem damaligen Pommerschen Landesmuseum in Stettin, heute Muzeum Narodowe w Szczecinie übergeben, wo sich Teile davon sowie die Marienfigur befinden.

## Architektur
Die Marienkirche ist eine dreischiffige Hallenkirche aus Backstein mit sechs Jochen. Der östliche Stufengiebel hat Spitzbogenblenden als Verzierung. Die Kirche besitzt einen eingezogenen polygonalen Chor.
Der quadratische Westturm hat Seitenhallen. An Chor und Langhaus befinden sich Strebepfeiler. Eine quadratische Sakristei mit Walmdach ist an der Süd-Ost-Ecke zwischen Langhaus und Chor angebaut.
Der in das Kirchenschiff eingebundene Turm besitzt ein quergestelltes Satteldach in Nord-Süd-Richtung, das von einem Dachreiter mit hohem Spitzhelm bekrönt ist. Dieses ist durch zwei Giebel mit Fialtürmen, Spitzbogenblenden und mittigem Zifferblatt eingefasst. Über dem Westportal befindet sich ein dreibahniges Fenster. Südwestlich davon befindet sich ein Treppenturm mit Kegeldach.
Das Langhaus hat im Inneren eine flache Holzbalkendecke. Es wird durch hölzerne Stützen mit Arkadenaufstellung in drei Schiffe geteilt. Im Chor befindet sich Kreuzrippengewölbe mit Birnstabprofilen.

## Ausstattung
Altargestaltung, Kanzel, Gestühl und Westempore stammen aus der Zeit des Umbaus Ende des 19. Jahrhunderts. Auf der geschnitzten Altarschranke aus dem Jahr 1743 befinden sich die Stifterwappen eines Leutnants von Massow und seiner Frau, einer geborenen von Alemann. Vermutlich handelt es sich bei der Frau um eine Tochter des Johann Ernst von Alemann.
Zum Gedenken an die Mission in Pommern durch Bischof Otto I. von Bamberg, steht im Eingangsbereich eine überlebensgroße Bischofsfigur. In der Kirche befinden sich ferner die Grabplatten des pommerschen Herzogs Ratibor I. und seiner Gemahlin Pribislawa sowie der Bürgermeister J. Rohner und H. O. Volcmar.
Die Glasmalereien im Chor wurden 1893 im Königlichen Institut für Glasmalerei in Berlin-Charlottenburg gefertigt.

## Orgel

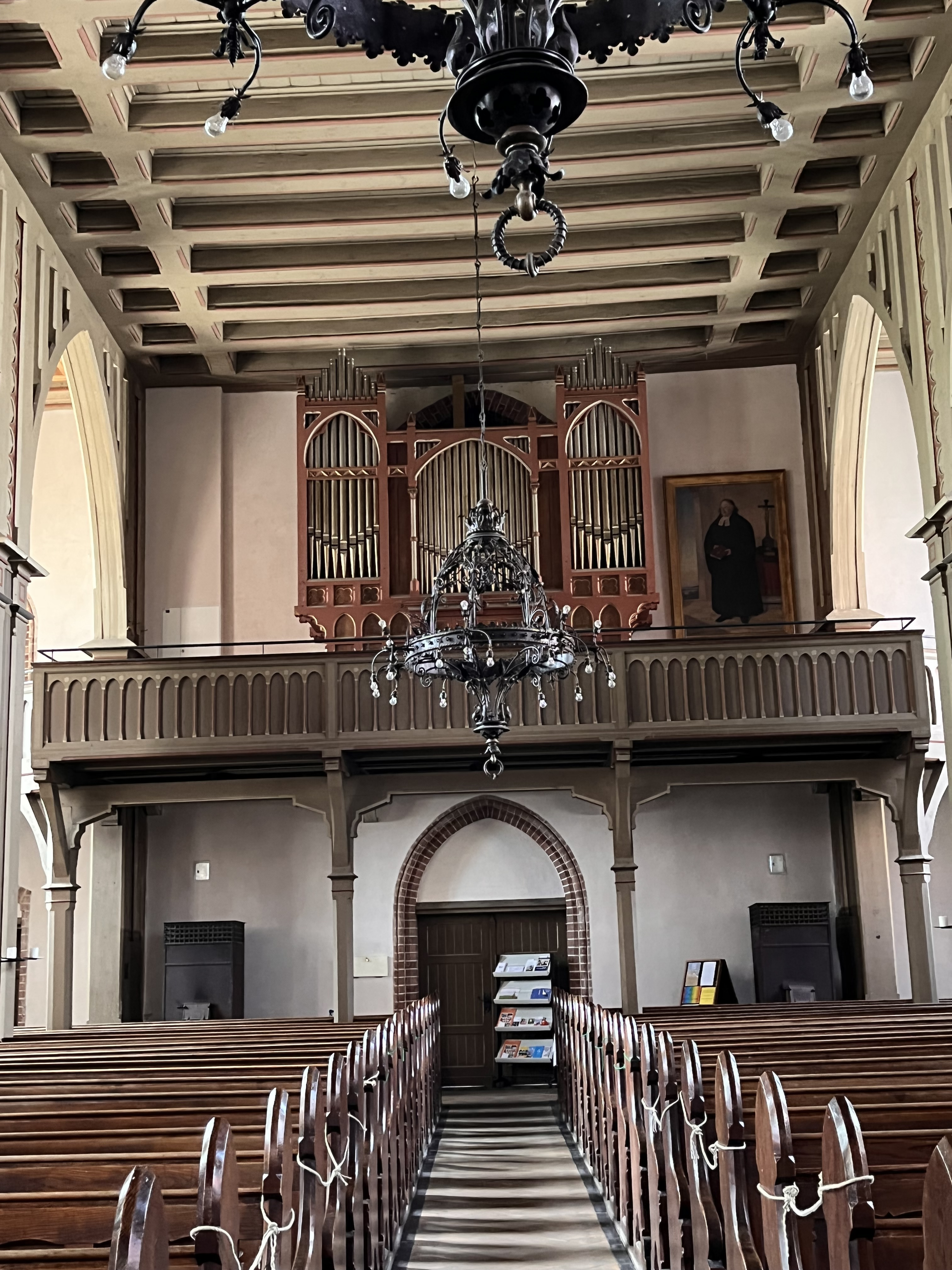
Grüneberg-Orgel der Marienkirche Usedom

Die Orgel wurde 1904 von Barnim Grüneberg aus Stettin erbaut. Im Spieltisch trägt sie die Opuszahl No 488. 1969 gestaltete der Orgelbauer Günter Bahr aus Apolda sie klanglich um. Dabei wurden einige Register ausgetauscht. Die alten Pfeifenbestände lagern auf dem Kirchenboden und sollen nach einer Restaurierung, für die die Pfarrei bereits Mittel gesammelt hat, wieder eingebaut werden.
| I Hauptwerk C–f3 |       |
| Prinzipal        | 8′    |
| Rohrflöte        | 8′    |
| Oktav            | 4′    |
| Spitzflöte       | 4′    |
| Schwiegel        | 2′    |
| Mixtur III-IV    | 2 ⁄3′ |

| II Nebenwerk C–f3 |               |
| Gedackt           | 8′            |
| Prinzipal         | 4′            |
| Dulzgedackt       | 4′            |
| Octave            | 2′            |
| Terzian II        | 1 3⁄5′, 1 ⁄3′ |

| Pedalwerk C–d1 |       |
| Subbass        | 16′   |
| Oktavbass      | 8′    |
| Choralbass II  | 4′+2′ |

Koppeln: Manualcoppel II/I, I Man./Pedal, II Man./Pedal, Oktavcoppel

Kollektivzüge: Piano, Mezzoforte, Forte, Tutti

Calcantenzug

## Geläut
Das Geläut besteht aus vier Glocken, von denen die älteste 1639 von Peter Barner in Greifswald gegossen wurde. Eine weitere Glocke wurde 1964 gegossen. Die beiden Stahlglocken stammen von 1956.